# Open The Freedom Gate Championship
Open The Freedom Gate Championship est un titre mondial de catch, anciennement utilisé par la fédération Dragon Gate USA. Il a été créé par la DGUSA en 2009. Le titre connaît 7 règnes pour un total de 6 champions.

## Histoire
Le premier champion Open the Freedom Champion est couronné après un tournoi opposant 14 catcheurs le 28 novembre 2009, BxB Hulk remportant un match à élimination en finale face à CIMA, Gran Akuma (en) et YAMATO. 

## Statistiques
| Record                 | Détenteur      | Statistique                | Réf   |
| ---------------------- | -------------- | -------------------------- | ----- |
| Plus jeune champion    | Johnny Gargano | 24 ans, 2 mois et 30 jours | [ 2 ] |
| Champion le plus âgé   | Drew Galloway  | 29 ans, 9 mois et 22 jours | [ 3 ] |
| Champion le plus grand | Drew Galloway  | 6′ 5″ (1,96 m)             | [ 3 ] |
| Champion le plus petit | YAMATO         | 5′ 8″ (1,73 m)             | [ 4 ] |
| Champion le plus lourd | Drew Galloway  | 250 lb (114 kg)            | [ 3 ] |
| Champion le plus léger | Ricochet       | 163 lb (74 kg)             | [ 5 ] |

## Historique des règnes
| #  | Champion         | Nombre de règnes | Date             | Jours     | Lieu                           | Évènement                                     | Notes |
| -- | ---------------- | ---------------- | ---------------- | --------- | ------------------------------ | --------------------------------------------- | --- |
| 1. | BxB Hulk         | 1                | 28 novembre 2009 | 730 jours | Philadelphie, Pennsylvanie     | Freedom Fight 2009                            | Remporte un tournoi où il affronte en finale CIMA, Gran Akuma (en) et YAMATO dans un match à élimination.   |
| 2. | YAMATO           | 1                | 28 janvier 2011  | 289 jours | New York, New York             | United: NYC                                   | [ 6 ] |
| 3. | Johnny Gargano   | 1                | 13 novembre 2011 | 873 jours | New York, New York             | Freedom Fight 2011                            | Le plus long règne.                                                                                         |
| 4. | Ricochet         | 1                | 4 avril 2014     | 226 jours | La Nouvelle-Orléans, Louisiane | Open the Ultimate Gate 2014                   | [ 8 ] |
| 5. | Johnny Gargano   | 2                | 16 novembre 2014 | 132 jours | Pékin, Chine                   | World Wrestling Network Live in China Night 4 | Au cours de la tournée en Chine de la World Wrestling Network, une fédération partenaire.                   |
| 6. | Drew Galloway    | 1                | 28 mars 2015     | 104 jours | San José, Californie           | Mercury Rising 2015                           | Remporté à la World Wrestling Network, le titre de champion de l'Evolve Wrestling de Galloway était en jeu. |
| 7. | Timothy Thatcher | 1                | 10 juillet 2015  | 36 jours  | Ybor City, Floride             | EVOLVE 45                                     | Remporte aussi le championnat de l'EVOLVE de Galloway.                                                      |
| #  | Désactivé        | #                | 15 août 2015     | 0         | Woodside, New York             | EVOLVE 47                                     | Thatcher rend le titre à Johnny Gargano qui annonce qu'il est désormais désactivé.                          |

## Règnes combinés
| Rang | Catcheur         | Règne | Jours combinés |
| ---- | ---------------- | ----- | -------------- |
| 1.   | Johnny Gargano   | 2     | 1005           |
| 2.   | BxB Hulk         | 1     | 426 jours      |
| 3.   | YAMATO           | 1     | 289 jours      |
| 4.   | Ricochet         | 1     | 226 jours      |
| 5.   | Drew Galloway    | 1     | 104 jours      |
| 6.   | Timothy Thatcher | 1     | 36 jours       |